# Лісса
Лісса (дав.-гр. Λύσσα «сказ») від λύκος, «вовк», — в давньогрецькій міфології божество, персоніфікація люті, шаленства,  сказу й божевілля. Народжена Ніксою й Ураном. Насилає безумство на Мініад з Орхомена, на псів Актеона, на Геракла, який вбиває своїх дітей. Дійова особа трагедії Евріпіда «Геракл». У цій трагедії богиня Гера наказує Ліссі позбавити героя розуму. У нападі божевілля Геракл вбиває дружину і дітей. Для того, щоб припинити напад безумства, Афіна ударом величезного каменю валить Геракла в глибокий сон

## Інтерпретація
У давньогрецькому епосі стан бойової несамовитості позначалося словом λύσσα, тобто «лють воїна, завдяки якій він стає невразливим і уподібнюється вовку або псу». Це стан несамовитості супроводжується не тільки "сказом", але й втратою усвідомлення свого "Я" і відчуттям підпорядкування чужій (божественної) волі: «Відвагу, яка дозволяла воїну робити настільки блискучі подвиги, він черпав в свого роду екзальтації, військовому шаленстві (lyssa), в яке він був вкинутий поза своєю волею, натхненний богом (menos)». 
В «Іліаді» слово λύσσα і його похідні три рази відносяться до Гектора (I 239; 305; N 53) й одного разу до Ахілла (Ф 542 - 543), тобто до найвидатніших героїв обох воюючих сторін. "Найкращий опис стану, який називається λύσσα, міститься у віршах 237 - 239 IX пісні «Іліади»: Έκτωρ δέ μέγα σθένεϊ βλεμεαίνων I μαίνεται έκπάγλως, πίσυνος Διί, ούδέ τι τίει I άνέρας ούδέ θεούς · κρατερή δέ έ λύσσα δέδυκεν - «Гектор же, вельми хизуючись силою, жахливо шаленіє, сподіваючись на Зевса, і ні в що не ставить ні чоловіків, ні богів, адже його охопила потужна λύσσα». Пізніше, коли це слово втратило своє специфічне значення, пов'язане з військовою доблестю, воно продовжувало використовуватися для священної несамовитості вакханок.